# Cmentarz żydowski w Leżajsku
Cmentarz żydowski w Leżajsku – został założony najprawdopodobniej w XVIII wieku. Ma powierzchnię 2,06 ha. Znajduje się przy ul. Górnej. Podczas II wojny światowej został zdewastowany przez Niemców – przetrwały tylko pojedyncze nagrobki.
Po wojnie, na przełomie lat osiemdziesiątych i dziewięćdziesiątych, został odrestaurowany przy współpracy Fundacji Rodziny Nissenbaumów. Na cmentarzu znajduje się ohel kryjący szczątki cadyka Elimelecha Weissbluma będący celem pielgrzymek chasydów z całego świata.

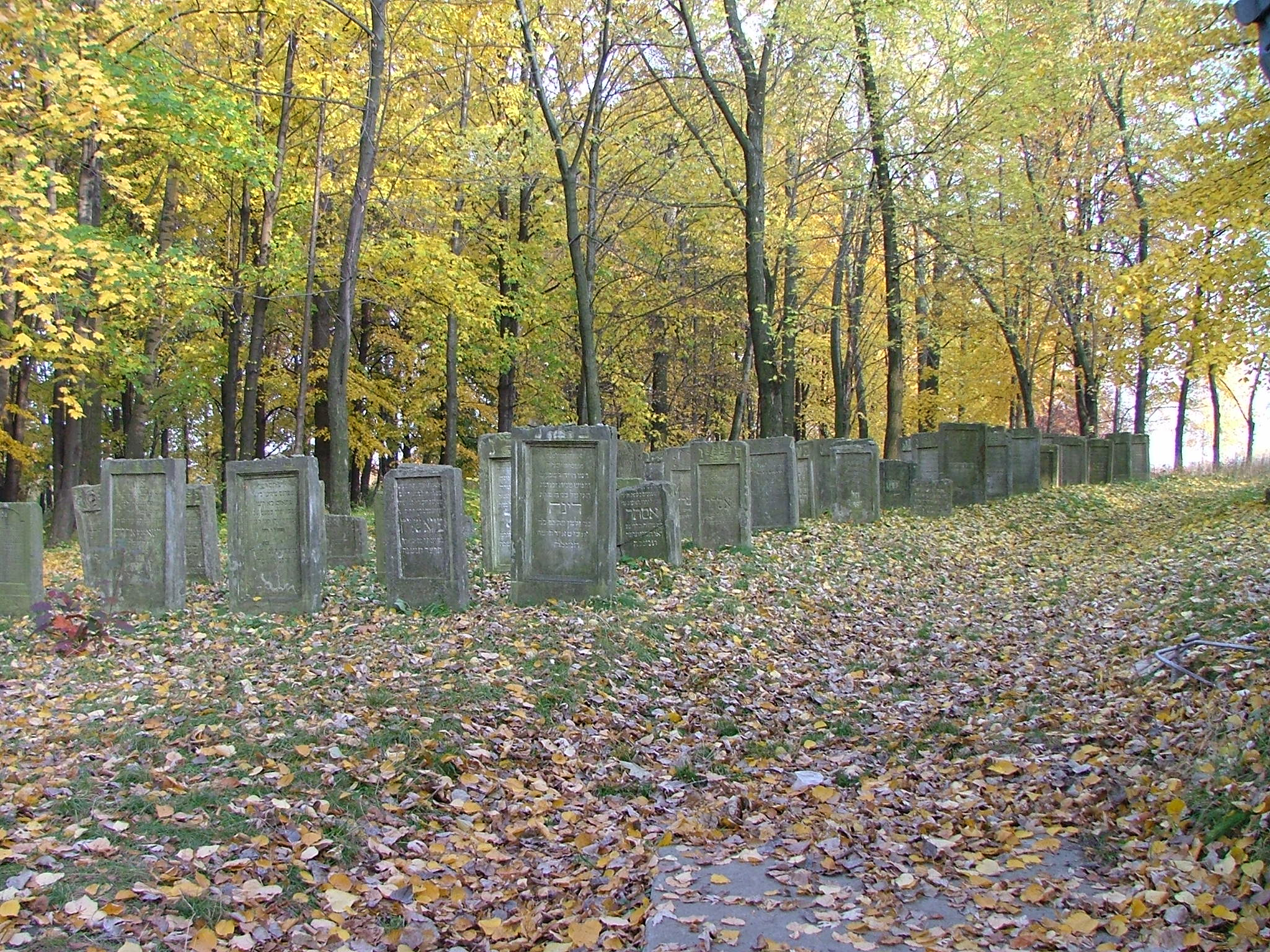
Cmentarz żydowski w Leżajsku, 2004